# Alvaro Silva
Álvaro Peralta Silva Linares (sinh ngày 30 tháng 03 năm 1984) là 1 cầu thủ bóng đá chuyên nghiệp Philippines đang chơi cho Antequera ở vị trí Hậu vệ.

## Cuộc sống cá nhân
Silva sinh ra trong gia đình Tây Ban Nha - cha là người Philipines. Anh trai, Enrique cũng là 1 cầu thủ bóng đá.

## Thành tích câu lạc bộ
Tính đến 12.9.2015
| Cậu lạc bộ               | Mùa giải        | Giải đấu                      | Giải đấu         | Giải đấu  | Cúp     | Cúp       | Khác    | Khác      | Tổng cộng | Tổng cộng |   |
| Cậu lạc bộ               | Mùa giải        | Hạng đấu                      | Số trận          | Bàn thắng | Số trận | Bàn thắng | Số trận | Bàn thắng | Số trận   | Bàn thắng |   |
| ------------------------ | --------------- | ----------------------------- | ---------------- | --------- | ------- | --------- | ------- | --------- | --------- | --------- | - |
| Malaga B                 | 2004–05         | Segunda División B            | 36               | 0         | —       | —         | —       | —         | 36        | 0         |   |
| Malaga B                 | 2005–06         | Segunda División B            | 22               | 0         | —       | —         | —       | —         | 22        | 0         |   |
| Malaga B                 | Total           | Total                         | 58               | 0         | —       | —         | —       | —         | 58        | 0         |   |
| Marbella (loan)          | 2003–04         | Segunda División B            | 34               | 0         | —       | —         | —       | —         | 34        | 0         |   |
| Málaga                   | 2004–05         | La Liga                       | 0                | 0         | 1       | 0         | —       | —         | 1         | 0         |   |
| Málaga                   | 2005–06         | Segunda División              | 0                | 0         | 0       | 0         | —       | —         | 0         | 0         |   |
| Málaga                   | 2006–07         | Segunda División              | 33               | 1         | 5       | 0         | —       | —         | 38        | 1         |   |
| Málaga                   | 2007–08         | Segunda División              | 13               | 0         | 3       | 0         | —       | —         | 16        | 0         |   |
| Málaga                   | Total           | Total                         | 46               | 1         | 9       | 0         | —       | —         | 55        | 1         |   |
| Xerez (loan)             | 2008–09         | Segunda División              | 20               | 0         | 1       | 0         | —       | —         | 21        | 0         |   |
| Cádiz                    | 2009–10         | Segunda División              | 28               | 0         | 0       | 0         | —       | —         | 28        | 0         |   |
| Cádiz                    | 2010–11         | Segunda División B            | 30               | 1         | 1       | 0         | 2       | 0         | 33        | 1         |   |
| Cádiz                    | Total           | Total                         | 58               | 1         | 1       | 0         | 2       | 0         | 61        | 1         |   |
| Xerez                    | 2011–12         | Segunda División              | 1                | 0         | 1       | 0         | —       | —         | 2         | 0         |   |
| Xerez                    | 2012–13         | Segunda División              | 12               | 1         | 1       | 0         | —       | —         | 13        | 1         |   |
| Xerez                    | Total           | Total                         | 13               | 1         | 2       | 0         | —       | —         | 15        | 1         |   |
| Petrolul Ploieşti (loan) | 2011–12         | Liga I                        | 8                | 0         | 0       | 0         | —       | —         | 8         | 0         |   |
| Khazar                   | 2012–13         | Azerbaijan Premier League     | 11               | 1         | 4       | 0         | —       | —         | 15        | 1         |   |
| Khazar                   | 2013–14         | Azerbaijan Premier League     | 30               | 0         | 3       | 1         | 3       | 0         | 36        | 1         |   |
| Khazar                   | Tộng cộng       | Tộng cộng                     | 41               | 1         | 7       | 1         | 3       | 0         | 51        | 2         |   |
| Al-Qadsia                | 2014–15         | Kuwaiti Premier League        |                  |           |         |           | 5       | 0         | 5         | 0         |   |
| Al-Qadsia                | Daejeon Citizen | 2015                          | K League Classic | 6         | 0       | 0         | 0       | —         | —         | 6         | 0 |
| Al-Qadsia                | Tổng cộng       | Tổng cộng                     | 6                | 0         | 0       | 0         | 3       | 5         | 11        | 0         |   |
| Hà Nội                   | 2017            | Giải bóng đá vô địch quốc gia | 14               | 4         | 0       | 0         | —       | 0         | 19        | 4         |   |
| Kedah                    | 2018            | Malaysia Super League         | 12               | 0         | 2       | 0         | 3       | 0         | 17        | 0         |   |
| Career total             | Career total    | Career total                  | 326              | 8         | 23      | 1         | 18      | 0         | 370       | 9         |   |

1. ↑  Appearances in Promotion Play-offs
2. ↑  Appearances in UEFA Europa League
3. ↑  Appearances in AFC Cup
4. ↑  Appearances in Suramadu Super Cup